# Tom Howe
Tom Howe (* 26. Dezember 1977 in London) ist ein britischer Komponist, der insbesondere durch seine Filmmusiken bekannt wurde.

## Leben
Howe wuchs in einer musikalischen Familie auf und erhielt schon früh eine klassische Ausbildung in Klavier, Klarinette und Gitarre.
Nach dem Besuch der University of Edinburgh arbeitete er zunächst als Session-Musiker, darunter bei Adult Jazz, einer experimentellen Rock-Band. 2015 trat er bei David Byrnes Meltdown Festival auf.
2008 begann er für das Fernsehen zu arbeiten und schrieb Musik zur BBC-Produktion How The Celts Saved Britain von Dan Snow. In den folgenden Jahren entwickelte er eine enge Zusammenarbeit mit etablierten Komponisten wie Harry Gregson-Williams und dessen Bruder Rupert Gregson-Williams und wurde schließlich für mehrere große Fernsehserien und Filmproduktionen engagiert.
Im Juni 2020 wurde er Mitglied der Academy of Motion Picture Arts and Sciences.

## Filmografie (Auswahl)
- 2011: Love’s Kitchen – Ein Dessert zum Verlieben (Love’s Kitchen)
- 2012: Mankind – Die Geschichte der Menschheit (Mankind: The Story of All of Us, Dokuserie, 12 Folgen)
- 2016: Der Schatz von Walton Island (Lost & Found)
- 2016: Is That a Gun in Your Pocket?
- 2017: Professor Marston & The Wonder Women (Professor Marston and The Wonder Women)
- 2018: Early Man – Steinzeit bereit (Early Man)
- 2018: Prinz Charming (Charming)
- 2019: Whiskey Cavalier (Fernsehserie, 13 Folgen)
- 2019: Die letzten Zaren (The Last Czars, Miniserie, 6 Folgen)
- 2019: Shaun das Schaf – Der Film: UFO-Alarm (A Shaun the Sheep Movie: Farmageddon)
- 2020: Upside-Down Magic – Magie steht Kopf (Upside-Down Magic, Fernsehfilm)
- 2021: Head of the Class (Fernsehserie, 10 Folgen)
- 2021: Freddie Mercury: Der letzte Akt (Freddie Mercury: The Final Act, Dokumentar-Fernsehfilm)
- 2021–2023: Ted Lasso (Fernsehserie, 24 Folgen)
- 2022: Shattered – Gefährliche Affäre (Shattered)
- 2022: Maurice der Kater (The Amazing Maurice)
- 2022: Der schlimmste Tag im Leben (The People We Hate at the Wedding)
- 2023: Polite Society
- 2023: Daisy Jones & the Six (Miniserie, 10 Folgen)
- 2023: Book Club – Ein neues Kapitel (Book Club: The Next Chapter)
- 2023: Rally Road Racers
- 2023: Der Teufel auf der Anklagebank (The Devil on Trial, Dokumentarfilm)
- seit 2023: Shrinking (Fernsehserie)
- 2024: Alles für die Katz (10 Lives)
- 2024: Knuckles (Miniserie, 6 Folgen)
- 2024: Summer Camp
- 2025: Dog Man: Wau gegen Miau (Dog Man)
- 2025: Zombies 4: Dawn of the Vampires (Fernsehfilm)